# Pteridales
Pteridales é uma ordem da classe Pteridopsida de fetos que apresentam esporos em faixas lineares na face abaxial da fronde. A maioria são plantas pequenas, mas alguns géneros tropicais como Acrostichum têm frondes de 3,5 metros de altura.